# Diomede (hija de Lápites)
En la mitología griega, Diomede (Διομήδη), es la hija del rey epónimo Lápites. Es citada en la Biblioteca mitológica, dentro de la genealogía lacedemonia, en donde se nos dice que «Amiclas y Diomede, hija de Lápites, engendraron a Cinortas y Jacinto; dicen que éste era amado por Apolo, quien lo mató involuntariamente al lanzar el disco». El Catálogo de mujeres también sigue la narración de Diomede, la «de hermosos bucles» y el episodio de su hijo Jacinto. Pausanias dice que la hermana de Jacinto era Polibea, y que ésta murió virgen.